# 大說謊家
是一部2019年美國犯罪驚悚片，由比爾·坎登執導，傑弗瑞·哈特奇編劇，改編自尼古拉斯·希爾勒（Nicholas Searle）的同名小說。故事敘述由伊恩·麥克連飾演的一名職業騙徒遇上了由海倫·米蘭飾演的有錢寡婦，原本想騙取對方財產的他發現了有著意想不到的障礙。
《大說謊家》於2019年11月15日在美國上映，並在影評界獲得了褒貶不一的反響。

## 劇情
羅伊·寇特尼是一名從未失手的職業騙徒，當他在網上認識了一名富有的寡婦貝蒂·麥雷許後，決定將對方做為自己下一個詐騙的目標。但當羅伊與貝蒂兩人越走越近時，他們都被對方的魅力所吸引，這使羅伊的騙局產生了變化及阻礙。

## 演員
- 海倫·米蘭飾演貝蒂·麥雷許（Betty McLeish）
- 伊恩·麥克連飾演羅伊·寇特尼（Roy Courtnay）
- 羅素·托維飾演史蒂芬（Steven）
- 吉姆·卡特（英语：Jim Carter (actor)）飾演文森（Vincent）
- 馬克·路易士·瓊斯（英语：Mark Lewis Jones） 飾 布林（Bryn）
- 羅利·戴維森（英语：Laurie Davidson (actor)）飾演漢斯·陶布（Hans Taub）
- 席琳·巴肯思（英语：Céline Buckens）飾演安娜莉絲（Annalise）

## 製作
2018年3月，據報導，比爾·坎登將執導取自尼古拉斯·希爾勒（Nicholas Searle）小說《大說謊家》（The Good Liar）的改編電影，由伊恩·麥克連和海倫·米蘭領銜主演。2018年4月，羅素·托維與吉姆·卡特也加入演出陣容。
主要拍攝於2018年4月23日在英國倫敦開始進行，其他取景地也包括了德國柏林。

## 發行
《大說謊家》於2019年11月8日在英國上映，而美國則於2019年11月15日上映，由華納兄弟發行。

## 迴響

### 評價
該片在爛番茄網站上根據112篇評論而持有63%的新鮮度，平均得分6.24／10。而在Metacritic上則獲得55分的「好壞平均參雜的評價」。據CinemaScore調查，觀眾的評價在A+至F間落於「B」。

### 票房
在美國和加拿大，《大說謊家》與《霹靂嬌娃》、《賽道狂人》同時上映，外界預估該片於首映週末能從2439間影院中獲得約500萬美元的票房。《大說謊家》在首日賺了160萬美元，並於首週獲得560萬美元的票房，位居當週票房排名第七。第二週，該片獲得360萬美元，下跌40%，位居當週票房排名第十。

## 外部連結
- 官方网站
- 互联网电影数据库（IMDb）上《大說謊家》的资料（英文）